# كبح آلي

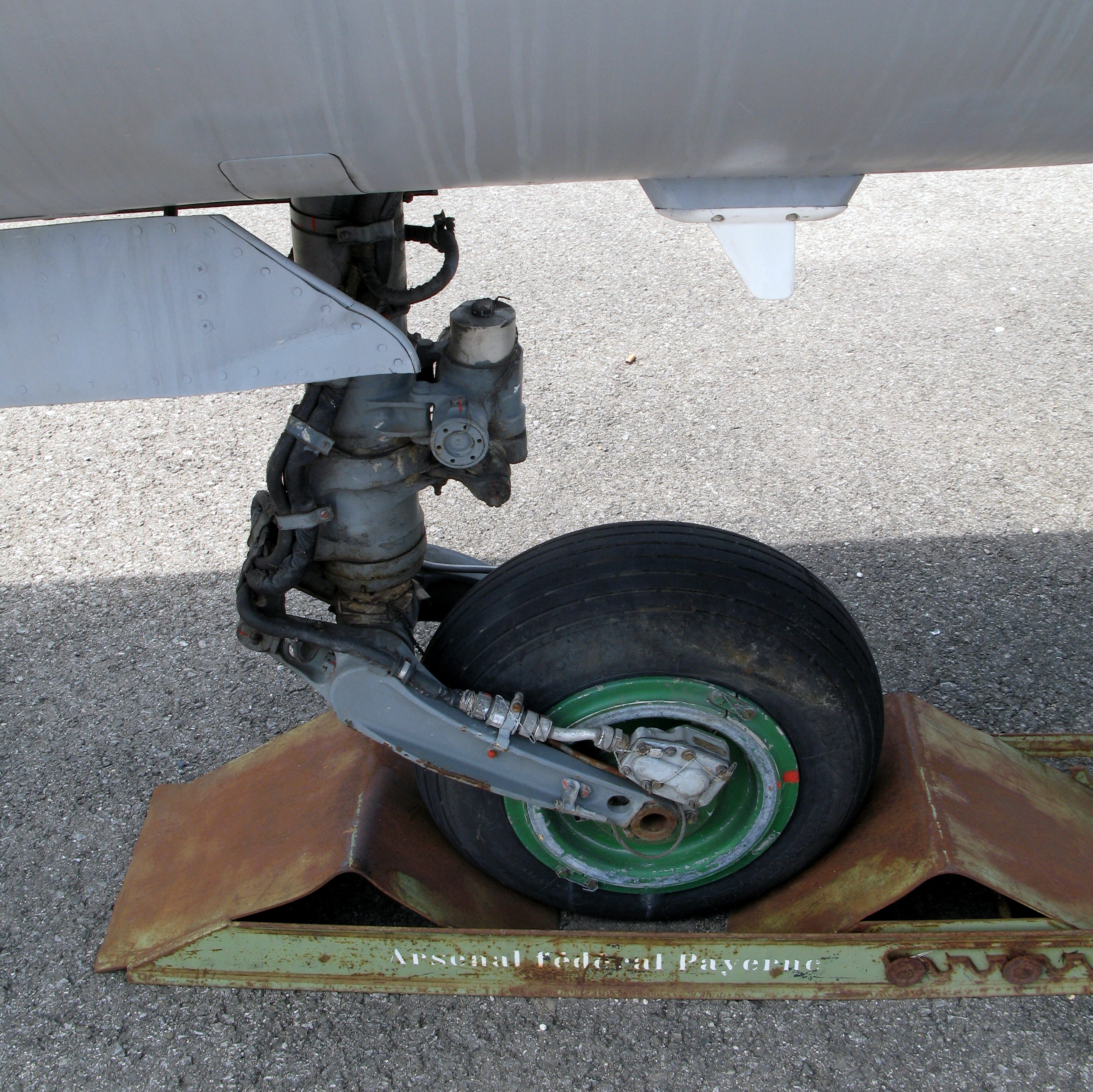
ميكويان جورفيتش ميج 21

الكبح الآلي (autobrake) هو نوع من نظام الفرامل الهيدروليكي التلقائي القائم على العجلات للطائرات المتقدمة. عادةً ما يتم تمكين الكبح الآلي أثناء إجراءات الإقلاع والهبوط، عندما يمكن التعامل مع نظام التباطؤ الطولي للطائرة بواسطة الأنظمة الآلية للطائرة نفسها من أجل الحفاظ على حرية الطيار في أداء مهام أخرى.

## الهبوط
أثناء الهبوط، يمكن أن تساعد الفرامل الآلية في تحرير الطيار للسماح بمراقبة الأنظمة الأخرى (مثل تنفيذ تباعد الهبوط). عادة ما تكون هناك عدة إعدادات لمعدل التباطؤ. عادة ما يتم اختيار هذه الإعدادات على لوحة أجهزة القياس بالطائرة قبل الهبوط. تحتوي الطائرات على عدة إعدادات للفرملة التلقائية، مع إعدادات أعلى توفر قوى فرملة أكثر شراسة. يتم تعيينها بناءً على عوامل مثل طول المدرج أو نقطة الخروج المرغوبة من المدرج.
عند تعشيق ميزة الهبوط للمكابح الآلية، تقوم الطائرة تلقائيًا بتشغيل فرملة عجلة مضغوطة عند الهبوط على سطح الهبوط. أثناء التدحرج، يؤدي استخدام دواسات الفرامل إلى نقل التحكم مرة أخرى إلى الطيار.
تتمثل إحدى المزايا الرئيسية لتعشيق نظام الكبح التلقائي بدلاً من الضغط يدويًا على دواسات الفرامل في آلية التباطؤ المنتظمة للفرملة التلقائية. تتباطأ الطائرة تلقائيًا عند المستوى المحدد بغض النظر عن العوامل الأخرى، مثل سحب الطائرة وطرق التباطؤ الأخرى مثل نشر عاكسات الدفع أو مثبطات الرفع (سبويلرز).

## إقلاع مرفوض
أثناء الإقلاع، يمكن ضبط الكبح الآلي للطائرة على وضع الإقلاع المرفوض، والذي يشار إليه عادة على لوحة أجهزة الطائرة باسم (RTO). في حالة طرازات عائلة إيرباص إيه300-600 وإيه320، يتم ضبط وضع "MAX". في وضع (RTO)، تراقب الطائرة متغيرات معينة، اعتمادًا على طراز الكبح الآلي. تستخدم معظم الفرامل الأوتوماتيكية فرملة (RTO) إذا أعاد الطيار الخانق إلى وضع «الخمول»، أو في حالة تعشيق الدفع العكسي. قد تقوم أنظمة الكبح الآلي الأخرى بمراقبة ضوابط الطيران المهمة بحثًا عن حالات الفشل.